# کرکلند، کبک
کرکلند شهرکی در جزیره مونترئال در جنوب غربی کبک، کانادا است. در ۲۰۰۶،  ۲۰٬۴۹۱ جمعیت داشته است.

## جمعیتشناسی
| زبان                    | جمعیت | درصد (%) |
| ----------------------- | ----- | -------- |
| انگلیسی                 | ۹٬۱۸۵ | ۴۴٫۸۸%   |
| فرانسوی                 | ۴٬۸۵۰ | ۲۳٫۷%    |
| دوزبانه فرانسوی-انگلیسی | ۳۳۵   | ۱٫۶۴%    |
| دیگر زبانها             | ۶٬۰۹۰ | ۲۹٫۷۶%   |